# Canton (Oklahoma)
Canton es un pueblo ubicado en el condado de Blaine en el estado estadounidense de Oklahoma. En el año 2010 tenía una población de 625 habitantes y una densidad poblacional de 480,77 personas por km².

## Geografía
Canton se encuentra ubicado en las coordenadas 36°3′20″N 98°35′20″O / 36.05556, -98.58889 (36.055563, -98.588991).

## Demografía
Según la Oficina del Censo en 2000 los ingresos medios por hogar en la localidad eran de $23,250 y los ingresos medios por familia eran $35,750. Los hombres tenían unos ingresos medios de $31,250 frente a los $20,179 para las mujeres. La renta per cápita para la localidad era de $18,591. Alrededor del 16.3% de la población estaban por debajo del umbral de pobreza.